# 嬉野トンネル
嬉野トンネル（うれしのトンネル）は、佐賀県嬉野市の長崎自動車道および長崎県道・佐賀県道1号佐世保嬉野線にあるトンネル。

## 佐世保嬉野線・嬉野トンネル
佐賀県武雄市と嬉野市を結ぶ長崎県道・佐賀県道1号佐世保嬉野線の自動車トンネル。戦前に開通した旧トンネルは断面が狭く交通のボトルネックとなっていたが、近年新トンネルが開通し問題を解消した。現在旧トンネルは閉鎖されており、通行できない。

### 歴史
- 1943年 - 開通。長さ93メートルだった。
- 2000年 - 新トンネル開通、旧トンネルは閉鎖される。

## 長崎自動車道・うれしのトンネル
主要地方道・佐世保嬉野線での重複を避ける意味であるのか、長崎道ではひらがなで「うれしの」と記載されている。

### 概要
- 上り線（鳥栖・福岡・大分・熊本方面）長さ：702 m
- 下り線（長崎・諫早・島原方面）長さ：683 m

※トンネル距離数はトンネル入口手前に設置された標識の記載によるもの。

### 歴史
- 1990年（平成2年）1月26日 : 大村IC - 武雄北方IC間開通と同時に供用開始。当時は現在の下り線で暫定2車線による供用であった。
- 1997年（平成9年）12月18日 : 東そのぎIC - 嬉野IC間が4車線化。

### 追記事項
- 開通当初は暫定2車線による供用であり、上下線共に連続トンネル（俵坂・不動山・うれしの）の手前にトンネル信号機が設置されていた。4車線化と共にトンネル信号機の設置が解除され、現在では異常時を除き通常通り通行できる。なお、この区間は最高速度が80km/hに規制されている。なお、うれしのトンネル下り線の手前に近年設置された「ようこそ長崎へ」という看板は、現在まで残されていた当時の信号機の支柱を転用したものである。
- 4車線化直前は新たに開通した現在の上り線トンネルを暫定的に対面通行の2車線で供用、現在の下り線へ4車線化対応工事等を行った。このため、新しい方の上り線トンネルにも対面通行に対応できる様、非常路側帯が両側の壁に設置されていた。現在は上下トンネル共に非常路側帯は走行車線側のみ残され、追い越し車線側のものは廃止されている。
- 上り線には坑口左上に出口案内標識が設置されている（現在の下り線で暫定2車線による供用をしていた時は、出口案内標識はトンネルのやや手前に設置されていた）。